# Bitinia
La Bitinia (in greco antico: Βιθυνία?, Bithynía) è un'antica regione, che fu regno autonomo e provincia romana, situata nella parte nord-occidentale dell'Asia Minore, delimitata dalla Propontide, il Bosforo Tracio e il Ponto Eusino (oggi Mar Nero).

## Territorio
Secondo Strabone la Bitinia confinava ad est con il fiume Sangarius (il moderno Sakarya), ma per le definizioni più comuni la Bitinia si estendeva ancora più ad oriente fino al Parthenius, che la separava dalla Paflagonia; in questo modo rientravano nella regione anche i territori abitati dai Mariandyni. Ad ovest e sud-ovest era separata dalla Misia dal fiume Rhyndacus, mentre a sud confinava con la Frigia, l'Epitteto e la Galazia.
Il territorio è prevalentemente montuoso, con molte foreste, ma sono presenti anche valli e zone costiere molto fertili. La maggiore catena montuosa è quella del cosiddetto "Olimpo di Misia" che raggiunge circa i 2 300 metri, troneggia sopra la città di Bursa ed è visibile da Istanbul, distante 113 km. Le sue cime sono ricoperte di nevi per la maggior parte dell'anno.
Ad est di questa formazione montuosa, un'altra catena montuosa, quella dell'Ala-Dagh, si estende ad est per oltre 160 km, dal Sangarius alla Paflagonia. Entrambe formano un bordo di formazioni montuose che circondano il grande altopiano turco in Anatolia. L'ampio tratto che si proietta a occidente fino alle coste del Bosforo, è caratterizzato dalla presenza di colline coperte fittamente da foreste, e per questo chiamate l'Oceano di alberi (in turco Ağaç Denizi).
La costa occidentale è frastagliata e caratterizzata dalla presenza di due profondi golfi, il più settentrionale dei quali, il golfo di Izmit corrispondente all'antico Golfo di Astacus, penetra verso l'interno per circa 65-80 km, fino alla città di İzmit, l'antica Nicomedia, separata dal Mar Nero da un istmo, lungo all'incirca solo 40 km. Il secondo, il golfo di Mudania, si estende per circa 40 km. Ad una sua estremità si trova la città di Gemlik, l'antica Cius, all'imbocco di una valle che comunica con il lago di Iznik, dove si trovava l'antica Nicea.
I fiumi principali sono il Sangarius, che attraversa la provincia da nord a sud; il Rhyndacus che separava la Bitinia dalla Misia e il Billaeus (Filiyas), che nasce nell'Aladağ, a circa 80 km dal mare, e dopo essere passato vicino all'odierna Bolu (che corrisponde all'antica città di Bithynion-Claudiopolis), sfocia nel Mar Nero, vicino alle rovine dell'antica Tium, a circa 64 km a nord-est di Heraclea Pontica (l'odierna Karadeniz Ereğli), dopo aver percorso più di 160 km. Il Parthenius, l'odierno Bartın, verso il confine orientale della Bitinia, è più che altro un piccolo corso d'acqua.
Le valli prossime al Mar Nero abbondano di frutti di ogni genere, mentre quelle del fiume Sangarius e della piana vicino a Bursa e Iznik sono fertili e ben coltivate. Estese piantagioni di gelso, forniscono la seta per la quale Bursa è stata a lungo celebrata e che viene utilizzata in grande quantità dalle industrie locali.

### Principali città
Diverse antiche città della regione si trovavano lungo le fertili coste della Propontide (ora nota come Mar di Marmara): Nicomedia, Calcedonia, Cio ed Apamea di Bitinia. La Bitinia comprendeva anche Nicea, famosa perché vi si tenne il primo concilio di Nicea e perché vi fu formulato il credo niceno-costantinopolitano.
Le città più importanti, che si disputavano il rango di capitale, erano Nicomedia e Nicea. Entrambe erano state fondate da Alessandro Magno, anche se molto tempo prima i greci avevano fondato la colonia di Cius. Altre città importanti erano Calcedonia (l'odierna Kadıköy) all'entrata del Bosforo, all'incirca di fronte a Costantinopoli, ed Heraclea Pontica (la moderna Karadeniz Ereğli), sull'Eusino a circa 190 km ad est del Bosforo. Tutte queste città si svilupparono grazie ai fiorenti traffici commerciali. Oggigiorno altre città importanti sono İzmit e Scutari, l'odierna Scutari.

## Storia
Secondo gli antichi autori Erodoto (VII, 75), Senofonte, Strabone i Bitini erano tribù immigrate dalla Tracia. È certa l'esistenza in Tracia di una tribù chiamata Thini e le due tribù parenti dei Tini e dei Bitini sembrano essersi stanziate assieme in quella parte dell'Asia dalla quale espulsero i Misi, i Cauconi e altre tribù minori mentre. Erodoto menziona i Thyni e i Bithini come abitanti fianco a fianco ma, alla fine, sembra che questi ultimi abbiano prevalso sui primi come starebbe a significare il nome dato al regno.
La Bitinia fu incorporata dal re Creso di Lidia, assieme a questa cadde sotto il dominio persiano nel 546 a.C. e fu inclusa nella satrapia della Frigia che comprendeva tutte le terre fino all'Ellesponto e al Bosforo.

### Il regno

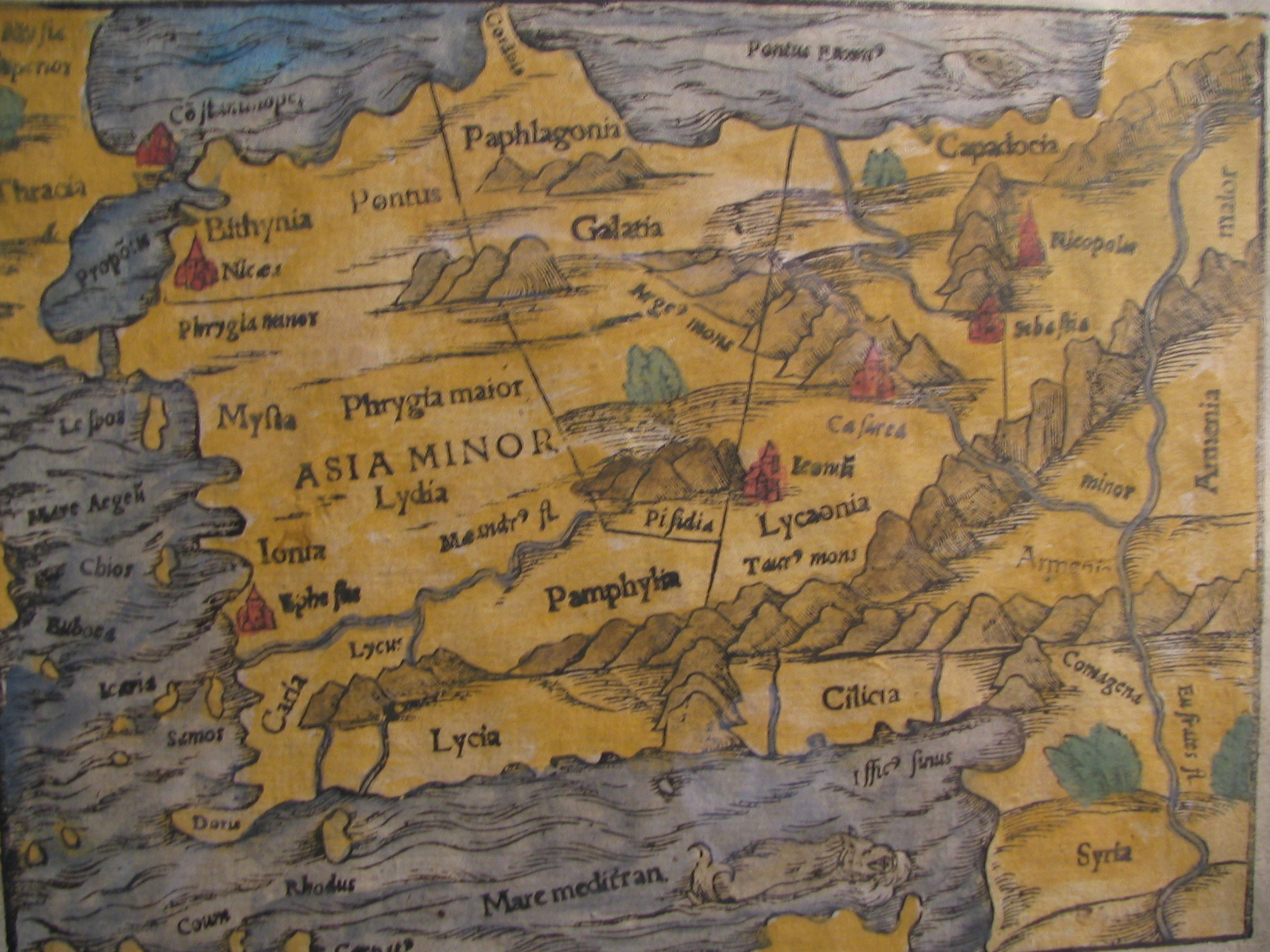
Carta dell'Anatolia, la Bitinia si trova nel nord ovest

Già prima della conquista della Persia da parte di Alessandro Magno, i Bitini avevano raggiunto nuovamente l'indipendenza e, in seguito, la mantennero sotto il principe Bas e suo figlio Zipoite I che nel 297 a.C. assunse il titolo di re (basileus).
Il figlio di Zipoite, Nicomede I, fondò Nicomedia che divenne una città prospera. Durante il suo lungo regno (dal 278 a.C. al 255 a.C. e durante quello dei suoi successori Prusia II e Nicomede II (dal 182 a.C. al 91 a.C. i re di Bitinia ebbero grande rinomanza fra le monarchie minori dell'Anatolia. Nel 182 a.C. vi morì Annibale inseguito dai Romani e abbandonato da tutti. Il re Prusia I stava per consegnarlo ai romani essendo incapace di resistere militarmente alla loro potenza.
L'ultimo re Nicomede IV, però, non riuscì a resistere agli attacchi di Mitridate VI re del Ponto e fu sconfitto. Rimesso sul trono per intervento dei Romani, alla sua morte, nel 74 a.C., lasciò il regno in eredità a Roma che ne fece una provincia. Dall'82 a.C. al 78 a.C., durante il regno di Nicomede IV alla corte di Bitinia risiedette, quale legato, Gaio Giulio Cesare, nipote di Gaio Mario, in fuga da Roma dove imperversavano i partigiani di Lucio Cornelio Silla.

### Provincia romana (74 a.C. - VII secolo d.C.)

La Bitinia provincia romana

Come provincia romana, i confini della Bitinia cambiarono frequentemente, e generalmente fu unita per scopi amministrativi con la provincia del Ponto. Questo era lo stato delle cose al tempo di Traiano, quando Plinio il giovane fu nominato governatore della regione (dal 111 al 112), circostanza questa per la quale oggigiorno si conosce molto riguardo l'amministrazione provinciale romana.
Sotto l'impero bizantino la Bitinia fu nuovamente suddivisa in due province, separate dal fiume Sangarius; la provincia occidentale mantenne il nome di Bitinia. La regione era importante soprattutto per le sue strade e per la sua posizione strategica tra le frontiere del Danubio a nord, e quelle dell'Eufrate a sud-est. Le truppe spesso svernavano a Nicomedia.
Il 18 ottobre si celebra in Bitinia il natale di Luca evangelista.